# Rok Kronaveter
Rok Kronaveter (Maribor, 7 dicembre 1986) è un calciatore sloveno, centrocampista del Gamlitz.

## Caratteristiche tecniche
Interno di centrocampo, può essere schierato come trequartista o come esterno sinistro.

## Palmarès

### Club

#### Competizioni nazionali
- Campionato ungherese: 1

Győri ETO: 2012-2013
- Supercoppa d'Ungheria: 1

Győri ETO: 2013
- Campionato sloveno: 2

Olimpia Lubiana: 2015-2016, 2017-2018
- Coppa di Slovenia: 2

Olimpia Lubiana: 2017-2018, 2018-2019

### Individuale
- Capocannoniere del Campionato sloveno: 1

2015-2016 (17 gol, a pari merito con Andraž Šporar e Jean-Philippe Mendy)